# Niegrzeczne dzieciaki trafiają do piekła
Niegrzeczne dzieciaki trafiają do piekła (ang. Bad Kids Go to Hell) – amerykański czarna komedia z gatunku thriller z 2012 roku w reżyserii Matthew Spradlina. Wyprodukowany przez wytwornię BKGTH Productions, Bad Kids i Spiderwood Studios.
Premiera filmu miała miejsce 7 grudnia 2012 roku w Stanach Zjednoczonych.

## Opis fabuły
Sześcioro uczniów – Matt (Cameron Deane Stewart), Tarek (Marc Donato), Craig (Roger Edwards), Veronica (Augie Duke), Megan (Amanda Alch) i Tricia (Ali Faulkner) muszą zostać w szkole, aby rozwiązać testy psychologiczne. Wśród badanych jest zapalony sportowiec Craig i chora na astmę Megan. Rozwydrzonym nastolatkom grozi ogromne niebezpieczeństwo.

## Obsada
Źródło: Filmweb
- Judd Nelson jako dyrektor Nash
- Ben Browder jako Max Rainwater
- Marc Donato jako Tarek Ahmed
- Cameron Deane Stewart jako Matt Clark
- Chanel Ryan jako panna Gleason
- Ali Faulkner jako Tricia Wilkes
- Amanda Alch jako Megan McDurst
- Augie Duke jako Veronica Harmon
- Roger Edwards jako Craig Cook

i inni